# 陳舜裔 (康熙進士)
陳舜裔，字孝源，号石斋，山西武鄉縣人，清朝政治人物。

## 生平
康熙五十三年（1714年），鄉試中舉。康熙五十七年（1718年），登戊戌科进士，授奉新縣知縣，補伏羌縣知縣，著有《即心集》。